# Sint-Nicolaaskathedraal (Liepāja)
De Kathedraal van de Heilige Nicolaas (Liepājas Svētā Nikolaja pareizticīgo Jūras katedrāle) in de Letse stad Liepāja is een russisch-orthodoxe marinekathedraal en bevindt zich in het stadsdeel Karosta.
Het gebouw heeft de voor de russisch-orthodoxe kerkarchitectuur karakteristieke vijf vergulde koepels, één centrale koepel en vier kleinere koepels. Ze symboliseren Christus en de vier evangelisten.

## Geschiedenis
Met de bouw van de marinekathedraal werd in 1901 begonnen tijdens de aanleg van een ijsvrije haven voor de Russische marine. Tsaar Nicolaas II verrichtte in 1903 persoonlijk de wijding.  
Het ontwerp van de bouw was afkomstig van de Petersburgse architect Vasili Kosjakov en is geënt op de russisch-orthodoxe kerken van de 17e eeuw. De kosten werden gedeeltelijk gefinancierd door het Russische tsarenhuis en de keizerlijke familie was dan ook bij de eerste eredienst in de kerk aanwezig. 
Tijdens de Eerste Wereldoorlog werden de meest waardevolle zaken, zoals de klokken en de iconostase, uit de kerk verwijderd en naar Rusland voor opslag gebracht.  
Onder het atheïstische regime van de Sovjet-Unie werd de kerk onttrokken aan de eredienst en als sporthal en later als bioscoop gebruikt. Het grootste deel van de inrichting werd verwoest. Pas na het herstel van de Letse onafhankelijkheid werd de Nicolaaskathedraal weer als kerk gewijd. De kathedraal wordt tegenwoordig gebruikt door de Lets-Orthodoxe Kerk en behoort tot de grootste orthodoxe kerkgebouwen van Letland. De restauratie van de kerk startte in 1994 en is tegenwoordig goeddeels afgesloten. 